# Борис Варга
Борис Варґа (також Варга; серб. Boris Varga, Борис Варга; нар. 9 березня 1975, Кула) — сербський та український журналіст та публіцист.
Постійний співпрацівник декількох ЗМІ та організацій: балканський кореспондент радіо та web «Українська служба Бі-Бі-Сі» (Київ, Україна, 2000-2018), аналітик вебпорталу «Al Jazeera Balkans» (2014-2021, Сараєво, Боснія-Герцеговина), Гельсінської спілки з прав людини (2007-2021, Белград, Сербія), а також експерт ОБСЄ з питань етики ЗМІ (2018-2021, Белград, Сербія).
Працював також для ЗМІ українською мовою: радіо «Львівська Хвиля» (Львів, 1997-1999), радіо «Ініціатива» (Львів, 2000) та газета «Поступ» (Львів, 1998-2001); а також балканських ЗМІ як тижневик «VREME» (Белград, 2000-2009), газета «Građanski list» (Новий Сад 2006-2009), видання НВУ «Р. слово» (2007-2017).
Загалом працював журналістом у 16 країнах здебільшого Центральної та Східної Європи.
Магістер міжнародної журналістики та доктор політології. Докторську тезе дистартації "'Виборчі революції' в колишніх соціалістичних державах" ("'Izborne revolucije' u bivšim socijalističkim državama") захистив 20122 року на Факултеті політичних наук, Універзитету у Белграді (Сербія).
З 2013 року як тимчасовий викладач викладає в декількох вишах Сербії, лекції на тему сучасних політичних систем та демократії.

## Життєпис
Народився у югославському місті Кулі, Воєводина. Першим вагомим журналістським досвідом була робота над № 11 часопису Ї 1997 року. В тому випуску з'явилася його невелике оповідання «Протаґонист» бачвансько-русинською мовою.
1999 року закінчив Першу українсько-польську школу лідерів, організовану професором Оксфордського університету Збіґнєвом Пельчинським. Того ж року був одним із засновників першого незалежного радіо «Ініціатива» у Львові, інформаційну програму «Балкан-експрес» та музичну програму «Демо-ґараж» (перша програма української альтернативної музики).
2000 року закінчив Львівський університет (факультет журналістики, кафедру зарубіжної преси та інформації) із освітньою кваліфікацією магістра. Того ж року, коли в Сербії режим Слободана Мілошевича припинив мовлення відомого опозиційного радіо Б2-92, львівське радіо «Ініціатива» разом із будапештським радіо «Тілош» утворили перший медіа-міст у Південно-східній Європі та передавали передачі белградського радіо. Через це тодішня українська влада переслідувала радіо «Ініціативу».
Незадовго до Бульдозерної революції в Югославії Варга повернувся до Сербії, де працював балканським кореспондентом української служби Бі-Бі-Сі, висвітлюючи такі події як падіння режиму Слободана Мілошевича (2000), сербсько-албанські збройні сутички на території зони безпеки у Косові (2001), македонсько-албанський збройний конфлікт у Македонії (2001), замах на сербського прем'єра Зорана Джинджича (2003), міжетнічне насильство у Косові (2004-2006), судовий процес проти звинувачених у депортаціях українців-русинів з Хорватії (2003-2009), здобуття незалежності Чорногорією (2006), здобуття незалежності Косова (2008), екологічна катастрофа на Дунаї (2010), проблеми з північною частиною Косово (2011-2013), криза з магрантами на Балканах (2015), Балкани та українська криза (2013-2016).
Водночас працював оглядачем сербського тижневика «VREME» (2000-2009) з проблем республік колишнього СРСР; викладав у школі журналістики міста Нового Саду (2000-2001), на курсі медія-моніторінг в Сербії.
2003 року пройшов спеціалізацію в Університеті Торонто (Канада) у Центрі російських та східноєвропейських студій. З 2006 по 2009 роки працював у щоденній газеті «Građanski list» (Новий Сад) оглядачем із проблем республік колишнього СРСР.
Співпрацював і із багатьма українськими та балканськими ЗМІ:
- Радіо «Кула» (Кула),
- державним радіо «Новий Сад» (Новий Сад),
- часопис «Ї» (Львів, 1997-2007),
- радіо «Львівська Хвиля» (Львів, 1997-1999),
- студентська газета «38 градусів» (Львів, 1998),
- газета «Поступ» (Львів, 1997-2003)[13],
- ТВ «Міст» (Львів, 1998),
- радіо «Ініціатива» (Львів, 2000),
- тижневик «VREME» (Белград, 2000-2009)[14],
- радіо «Громадське Радіо» (Київ, 2000-2004)[15],
- інформ-агенцією «Makfax» (Скоп'є, Македонія),
- інформ-агенція «УНІАН» (Київ, 2006)
- радіо «Б-92» (Белград)[16],
- радіо «021» (Новий Сад),
- газета «Građanski list» (Новий Сад),
- газета й часопис «Р. слово-МАК» (Новий Сад),
- українська газета «Рідне слово» (Кула),
- щоденна газета «Дневник» (Новий Сад),
- журнал «Helsinška povelja», Гельсінської правозахистної групи (Белград),
- вебпортал «Peščanik» (Белград)[17],
- вебпортал «Al Jazeera Balkans» (Сараєво, Боснія-Герцеговина)[3],
- магазин «Republika» (Белград)[18],
- тижневик «НИН» (Белград)[19],
- тижневик «Novi magazin» (Белград).

## Книги
- Rusija i Balkan – Ekspanzija i potiskivanje (zajedno sa S. Đukić, Evropski pokret u Srbiji/Forum za međunarodne odnose, Beograd, 2019),
- Populizam, direktna demokratija i tiranija većine (Vojvođanska politikološka asocijacija, Novi Sad, 2018),
- Srbija na putu ka EU i Rusija (zajedno sa S. Đukić, Evropski pokret u Srbiji/Forum za međunarodne odnose, Beograd, 2017),
- Evropa posle Majdana (Studentiki kulturni centar Novi Sad, Novi Sad, 2015),
- Farbanje demokratije (Helsinški odbor za ljudska prava u Srbiji, Beograd, 2013),
- Od «šarenih revolucija» do Anonimusa (Vojvođanska politikološka asocijacija, Novi Sad, 2013),
- «Izborne revolucije» u bivšim socijalističkim državama (Vojvođanska akademija nauka i umetnosti, Novi Sad, 2012),
- Putin i baršunasta gerila (Vreme, Beograd, 2007),
- Сирове и варене (РК друкарня, 1997).